# 德哇仓·嘉样图丹嘉措
德哇仓·嘉样图丹嘉措（藏語：འཇམ་དབྱངས་ཐུབ་བསྟན་རྒྱ་མཚོ，威利转写：'jam dbyangs thub bstan rgya mtsho；1944年3月—）藏族，四川若尔盖人，第八世（不计追认）德哇仓活佛。

## 生平
1949年在拉卜楞寺坐床，后毕业于西北民族学院教育师范汉文专业。文化大革命期间在夏河县桑科乡劳动改造。1980年代起，曾担任甘肃省佛教协会副会长，甘南藏族自治州人大常委会副主任，甘肃省政协副主席，第八、九届全国人大代表，第十、十一、十二届全国政协常委等职。